# ファンタシースターシリーズ
ファンタシースターシリーズは、セガ（2015年4月から2020年3月まではセガゲームス）から発売されているロールプレイングゲームシリーズである。全作品でサイエンス・フィクションを題材としており、舞台はSFとファンタジーを融合させたものとなっている。
シリーズは大きく分けて、最初にリリースされた『ファンタシースター』と続編群を含めた初期4部作（以下、4部作）、オンラインRPG『ファンタシースターオンライン』（以下、PSO）、オンラインRPG『ファンタシースターユニバース』（以下、PSU ）オンラインRPG『ファンタシースターオンライン2』（以下、PSO2）シリーズの4種類に区分できる。
2018年にはシリーズ30周年記念の一環として、新たなるシリーズ作品『イドラ ファンタシースターサーガ』をスマートフォン・タブレット向けアプリゲームとしてリリース。

## シリーズ作品名の略号について
当記事においては、ファンタシースターシリーズの各作品名を、以下の略号にて表記する。以下、発売順に記述。
- PS1：『ファンタシースター』
- PS2：『ファンタシースターII 還らざる時の終わりに』
- PS3：『時の継承者 ファンタシースターIII』
- PS4：『ファンタシースター 千年紀の終りに』
- PSO：『ファンタシースターオンライン』
- PSU：『ファンタシースターユニバース』
- PSPo：『ファンタシースターポータブル』
- PSZ：『ファンタシースターZERO』
- PSPo2：『ファンタシースターポータブル2』、および『ファンタシースターポータブル2 インフィニティ』（インフィニティにはファンタシースターポータブル2の内容が全て含まれている）
- PSPo2i：『ファンタシースターポータブル2 インフィニティ』（ファンタシースターポータブル2には含まれない、インフィニティで追加されたもの）
- PSO2：『ファンタシースターオンライン2』
- PSO2es：『ファンタシースターオンライン2es』
- NOVA：『ファンタシースター ノヴァ』
- NGS：『ファンタシースターオンライン2 ニュージェネシス』

## 各シリーズの特徴
初期の4部作はオーソドックスなコマンド式の入力システムを採用したストーリー重視の一般的なRPG作品群であり、外伝作品や移植・リメイク作品が多い。
『PSO』『PSU』『PSO2』シリーズはジャンル的にはアクションRPGスタイルを採用しており、どちらかというとストーリーよりも最大の特徴であるインターネットを使ったサーバーアクセスタイプの多人数同時プレイを楽しむ事が重視されている。従来のSFファンタジーの世界に、さらにリアリティのある説明を添えたものとなっている。
このほか同じタイプのアクションRPG『ファンタシースターZERO』もニンテンドーDSでリリースされた。
ゲーム内での通貨単位は、「メセタ」である。

## パッケージ版のシリーズ作品
| 1987 | ファンタシースター                                      |
| 1988 |                                                         |
| 1989 | ファンタシースターII 還らざる時の終わりに               |
| 1990 | 時の継承者 ファンタシースターIII                        |
| 1991 |                                                         |
| 1992 | ファンタシースターアドベンチャー ファンタシースター外伝 |
| 1993 | ファンタシースター 千年紀の終りに                       |
| 1994 | ファンタシースターII テキストアドベンチャー             |
| 1995 |                                                         |
| 1996 |                                                         |
| 1997 |                                                         |
| 1998 |                                                         |
| 1999 |                                                         |
| 2000 | ファンタシースターオンライン                            |
| 2001 |                                                         |
| 2002 |                                                         |
| 2003 |                                                         |
| 2004 |                                                         |
| 2005 |                                                         |
| 2006 | ファンタシースターユニバース                            |
| 2007 | ファンタシースターユニバース イルミナスの野望           |
| 2008 | ファンタシースターZERO ファンタシースターポータブル     |
| 2009 | ファンタシースターポータブル2                           |
| 2010 |                                                         |
| 2011 | ファンタシースターポータブル2 インフィニティ            |
| 2012 |                                                         |
| 2013 | ファンタシースターオンライン2                           |
| 2014 | ファンタシースター ノヴァ                               |

### 4部作
ファンタシースター（セガ・マークIII／マスターシステム）
1987年12月20日発売。
2009年4月21日よりWiiバーチャルコンソールで配信開始。
2018年10月31日よりSEGA AGESの1つとしてNintendo  Switchで配信開始。
ファンタシースター 復刻版（メガドライブ）
『IV』の発売時、キャンペーンの応募者に抽選でプレゼントされ、のちに一般販売もされた。内容はマークIII版と同一だが、BGMはPSG音源のみ収録。

ファンタシースターII 還らざる時の終わりに（メガドライブ）
1989年3月21日発売。
2008年1月29日よりWiiバーチャルコンソールで配信開始。
時の継承者 ファンタシースターIII（メガドライブ）
1990年4月21日発売。
2008年4月30日よりWiiバーチャルコンソールで配信開始。
ファンタシースター 千年紀の終りに（メガドライブ）
1993年12月17日発売。ファンタシースターIVとも呼ばれる。
2004年12月17日にはWindowsへ移植されたものが発売されている。
2008年6月24日よりWiiバーチャルコンソールで配信開始。

### 4部作・外伝作品
星をさがして…（セガ・マークIII）
1988年4月2日発売のアドベンチャーゲーム。本シリーズと地理を共有したスピンオフ作品で、ライオンのような宇宙生物のミオがメインキャラクター。
ファンタシースターアドベンチャー（ゲームギア）
1992年3月13日発売。
ファンタシースター外伝（ゲームギア）
1992年10月16日発売。。
ファンタシースターII テキストアドベンチャー（メガドライブ）
1994年3月18日発売。
ゲーム図書館にてダウンロード配信。『II』のパーティーメンバーそれぞれを主人公に据えた全8作。
ゲームのかんづめVol.1およびVol.2（メガCD）に移植されたものが収録されている。

### 4部作・コレクション、リメイク作品
SEGA AGES/ファンタシースターコレクション（セガサターン）
1998年4月2日発売。『I』から『IV』までをほぼそのまま移植し、追加要素を加えたもの。
『I』はFM音源BGM完全移植・メッセージ平仮名表記可能、『II』は移動速度通常・高速のどちらかを選択可能、『III』は『II』と同じく移動速度選択に加えセーブデータが4つに増えている。またTVCMやイラストが閲覧できるギャラリーモードが存在する。
Phantasy Star Collection（ゲームボーイアドバンス）
2002年11月25日 海外のみで発売。国内のゲームボーイアドバンス本体でもプレイ可能。『I』から『III』までを収録。
SEGA AGES2500シリーズ（PlayStation 2）
Vol.1 ファンタシースター generation:1
2003年8月28日発売。『ファンタシースター』のリメイク。
2014年8月20日よりPlayStation 2アーカイブスで配信開始。
Vol.17 ファンタシースター generation:2
2005年3月24日発売。『ファンタシースターII』のリメイク。オリジナル版も収録されている。
2014年8月20日よりPlayStation 2アーカイブスで配信開始。
Vol.32 ファンタシースター コンプリートコレクション
2008年3月27日発売。『ファンタシースターI』から『IV』と『IIテキストアドベンチャー』を完全移植で収録。また隠し要素として『ファンタシースターアドベンチャー』、『ファンタシースター外伝』もプレイ可能。セガサターン版コレクションにあった移動速度選択やセーブデータ増加などに加え、難易度変更機能が追加。
2012年12月19日よりPlayStation 2アーカイブスで配信開始。

### オンライン版の派生作品

#### PSOシリーズ
ファンタシースターZERO（ニンテンドーDS）
2008年12月25日発売。略称は「PSO（オー）」に引っ掛けた「PS0（ゼロ）」である。ファンタシースターオンラインのシステムを継承しつつも、アクション性を高めグラフィックを一新した完全新作。
ファンタシースターZERO Mini（ニンテンドーDS）
2009年3月25日にニンテンドーDSiウェアで配信された。『ZERO』の派生作品。

#### PSUシリーズ
ファンタシースターポータブル（PSP）
2008年7月31日発売。『PSU』と『イルミナスの野望』の間のストーリー。携帯機用に遊びやすくチューニングが施されている。
ファンタシースターポータブル2（PSP）
2009年12月3日発売。『イルミナスの野望』から3年後のストーリー。
ファンタシースターポータブル2 インフィニティ（PSP）
2011年2月24日発売。PSU/PSportable系の作品ではあるが「PSO10周年記念作品」の一つとしてリリースされる。

#### PSO2シリーズ
ファンタシースター ノヴァ（PlayStation Vita）
2014年11月27日発売。『PSO2』と共通の世界観でありながら、ストーリー性と4人協力プレイに特化したオンライン要素のないパッケージゲームとして開発された。開発はトライエース。

## オンライン版のシリーズ作品

### PSOシリーズ
ファンタシースターオンラインシリーズ（ドリームキャスト、Windows、ニンテンドー ゲームキューブ、Xbox）
ファンタシースターオンライン
2000年12月22日発売。
ファンタシースターオンライン エピソード1&2
2002年9月12日発売。
ファンタシースターオンライン エピソード1&2 Plus
『ファンタシースターオンライン エピソード1&2』の廉価版だが、新たな要素が追加されている。

ファンタシースターオンライン エピソード3 カードレボリューション（ニンテンドーゲームキューブ）
2003年11月27日発売。
ファンタシースターオンライン ブルーバースト（Windows）
2005年2月3日発売。シリーズ初のオンラインモードを搭載。異機種間の互換性は無く、ネットワークモードではそのハード専用のサーバが用意されている。

### PSUシリーズ
ファンタシースターユニバースシリーズ（PlayStation 2、Windows、Xbox 360）
ファンタシースターユニバース
2006年8月31日発売（Xbox 360版は2006年12月14日発売）。『PSO』のノウハウを更に昇華させたネットワークモード搭載。プロの声優を起用したのはPSシリーズとしては初。
ファンタシースターユニバース イルミナスの野望
2007年9月27日発売（Xbox 360版は2007年11月20日発売）。『ファンタシースターユニバース』の続編。Xbox 360版はXbox Liveマーケットプレースにて拡張コンテンツとしてダウンロード販売。

### PSO2シリーズ
ファンタシースターオンライン2（Windows・PlayStation Vita・PlayStation 4）
2012年7月4日正式サービス開始。純粋なPSOシリーズとしては『ブルーバースト』以来の最新作として、2012年7月にPC版、2013年2月28日にPlayStation Vita版、2016年4月20日にPlayStation 4版のサービスが開始された。3者は同一のサーバ構成群の中で運営されており、一緒にプレイできるが、それぞれの推奨ブロックによって解像度や出没するエネミーの数など一部の仕様が異なる。Vita版は2020年9月16日のメンテナンス開始をもってサービス終了した。2021年6月10日に後述のファンタシースターオンライン2 ニュージェネシスに内包され、原則コンテンツの更新はされないもののサービスは提供されている。
ファンタシースターオンライン2 es（iOS・Android）
2014年4月7日正式サービス開始。ゲーム内容はスマートフォンならではのタップ・フリック操作を使用した独自のものとなっているが、PSO2のキャラクターデータをそのまま使用でき、獲得したアイテムや経験値には互換性がある。
ファンタシースターオンライン2 クラウド（Nintendo Switch・Windows）
2018年4月4日正式サービス開始。ゲーム内容は他機種版『PSO2』と概ね同一だが、「クラウドゲーム」方式となっている（詳細はファンタシースターオンライン2#Nintendo_Switch版を参照）。同じSEGAIDを用いることで通常版とデータを共有可能だが、クラウド版独自の機能制限がある。
ファンタシースターオンライン2 ニュージェネシス（Windows・PlayStation 4・Nintendo Switch）
2020年7月24日発表。2021年6月9日サービス開始の予定だったが翌日までバグフィックスのため延期された。グラフィックの強化やマップのオープンフィールド化などが行われる一方で、ファンタシースターオンライン2のデータ引き継ぎや相互移動が可能である。

### 外伝作品
イドラ ファンタシースターサーガ（iOS・Android）
2018年11月27日リリース。PSO2の約千年後を舞台とした作品であるが舞台となる惑星などは全く異なるものとなっている。従来シリーズのキー要素「ダークファルス」などを継承しつつ完全新作として制作されている。2022年1月12日を最終日としてサービス終了することが公式に告知された。

## 種族
プレイヤーキャラクター用の種族、NPC用の種族など様々な種族が登場する。

## クラス
本シリーズにおけるクラスは職業および戦闘タイプのことであり、PSOおよびZEROにおいては、クラス名称とは別に、クラスと種族と性別を同時に示す独自の名称が設定されている。初出はPSO。
この独自名称は「職業の略語」＋「種族を示す語＋性別を示す語」の組み合わせでできており、ゲーム中ではクラス選択制限のため全ての組み合わせは使用されていないものの、容易に類推が可能なため、後続のシリーズ作品においても職業と種族と性別を示す際に（開発陣も含めユーザー間で）使用されることがある。
ただし後続のシリーズ作品では、後述の3職以外のクラスや3種族以外の種族が追加されており、それらに「職業の略語」や「種族を示す語＋性別を示す語」の公式設定がないため、それらのクラスや種族に合わせて、既存の独自名称も公式には使われなくなっている。
「職業の略語」は、ハンターを示す「ヒュー（HU）」、レンジャーを示す「レイ（RA）」、フォースを示す「フォ（FO）」の3種。
「種族を示す語＋性別を示す語」は、ヒューマン男性を示す「マー（mar）」、ヒューマン女性を示す「マール（marl）」、ニューマン男性を示す「ニューム（newm）」、ニューマン女性を示す「ニュエール（newearl）」、キャスト男性を示す「キャスト（cast）」、キャスト女性を示す「キャシール（caseal）」の6種。
よって、ハンターのヒューマン男性は「ヒュー」＋「マー」＝ヒューマー、レンジャーのキャスト女性は「レイ」＋「キャシール」＝レイキャシールのようになる（例外的に、ハンターのニューマンのみ男女とも「ヒューニューム」「ヒューニュエール」ではなく「ハニューム」「ハニュエール」となる）。

### 打撃職
フォトンを用いて自身の身体能力を強化した前衛職。近接戦闘に特化した性能を持つ。
ハンター（HUnter）
登場作品：PSO、PSU、PSPo、PSO2、PSO2es、NOVA
打撃職の基本クラス。
PSO2においては一撃のダメージの大きさと死ににくさに寄った性能となっており、攻撃時の動きはやや鈍重なものの、全体的な能力が高めで初心者向けのクラスとされる。
フォルテファイター（ForteFighter）
登場作品：PSU
ファイマスター（FighMaster）
登場作品：PSU
ファイター（FIghter）
登場作品：PSO2、PSO2es
打撃職の派生クラス。
PSO2においては手数の多さで攻め、更に特定の条件下でダメージを増やすことができ、ハンターよりも攻撃寄りの性能になっている。反面、防御面での強みがなく、また動きに癖があるため、使いこなすにはある程度の慣れが必要。
2012年9月12日に追加実装され、ハンターをレベル30以上に育成することでクラス変更が可能になる仕様だったが、2014年8月27日のエピソード3実装時に前提条件が廃止され、初期状態でもクラス変更が可能になった。

### 射撃職
フォトンを特殊弾として射出し、継続的な特殊攻撃や敵の弱体化などを行う中衛職。射撃武器を用いた戦闘に特化した性能を持つ。
レンジャー（RAnger）
登場作品：PSO、PSU、PSPo、PSO2、PSO2es、NOVA
射撃職の基本クラス。
PSO2においてはパーティー支援と高ダメージが両立する性能を持つものの、防御性能が他のクラスに比べても低く、またパーティー支援のメインとなるスキル「ウィークバレット」を活用するにはそれなりの知識が必要なため、アクション面でも頭脳面でもプレイヤーの手腕が問われる。
フォルテガンナー（ForteGunner）
登場作品：PSU
ガンマスター（GunMaster）
登場作品：PSU
ガンナー（GUnner）
登場作品：PSO2、PSO2es
射撃職の派生クラス。
PSO2においては射撃武器を使った近接戦闘を得意とし、ダメージ増加および死ににくさに寄った、レンジャーよりも攻撃寄りのクラス。動きに独特の癖があり、また理論上は最高ダメージを叩き出せるものの、戦闘中に条件を揃え継続する必要があるため、特にアクション面でプレイヤーの手腕が問われる。
2012年9月12日に追加実装され、レンジャーをレベル30以上に育成することでクラス変更が可能になる仕様だったが、2014年8月27日のエピソード3実装時に前提条件が廃止され、初期状態でもクラス変更が可能になった。

### 法撃職
フォトンを物理干渉可能なエネルギーへと変換し、そのエネルギーを操作して疑似的に魔法を再現した「テクニック（法撃）」を使う職。
フォース（FOrce）
登場作品：PSO、PSU、PSPo、PSO2、PSO2es、NOVA
法撃職の基本クラス。
PSO2においては後方からの攻撃テクニックを主体とする。法撃耐性は高いが、打撃や射撃に対しては脆弱。
フォルテクター（ForteTecher）
登場作品：PSU
マスターフォース（MasterForce）
登場作品：PSU
テクター（TEcher）
登場作品：PSO2、PSO2es
法撃職の派生クラス。
PSO2においては支援テクニックと打撃攻撃を得意とする（いわゆる「殴り魔法職」向きの）職。フォースと比較して法撃力はやや劣るものの打撃力や打撃耐性が高い。
2012年9月12日に追加実装され、フォースをレベル30以上に育成することでクラス変更が可能になる仕様だったが、2014年8月27日のエピソード3実装時に前提条件が廃止され、初期状態でもクラス変更が可能になった。
サモナー（SUmmoner）
登場作品：PSO2
専用の戦闘サポート生物である「ペット」を前衛に置き戦わせる職。プレイヤーは自身のペットを指揮するほか、支援テクニックでペットや他プレイヤーを補助するのが主となる。
2016年1月27日の「EPISODE4」実装に伴い追加されたクラス。

### 打撃＋射撃職
ファイガンナー（FighGunner）
登場作品：PSU
ブレイバー（BRaver）
登場作品：PSO2、PSO2es
専用の打撃武器「カタナ」と射撃武器「バレットボウ」で、近距離戦と中距離戦に対応した職。
2013年7月17日の「EPISODE2」実装に伴い追加されたクラス。

#### 打撃＋法撃職
ウォーテクター（WarTecher）
登場作品：PSU
バウンサー（BOuncer）
登場作品：PSO2、PSO2es
専用の打撃武器「デュアルブレード」と法撃武器「ジェットブーツ」で、連続攻撃と支援を同時に行う職。
2014年8月27日の「EPISODE3」実装に伴い追加されたクラス。
エトワール（EToile）
登場作品：PSO2
いずれかの2クラスをLv75を達成することで転職可能になる後継クラス。
既存の打撃武器「ダブルセイバー」、「デュアルブレード」、法撃武器「ウォンド」をクラス標準武器として使用するが、その挙動は既存職が使用する場合と異なる。
2019年12月18日に追加されたクラス。

#### 射撃＋法撃職
ガンテクター（GunTecher）
登場作品：PSU

#### 打撃＋射撃＋法撃職
ブレイバー（BRaver）
登場作品：PSPo
軽量武器を得意とするため攻撃力は他の専門職に劣るが、回避力に優れたオールラウンダー。
ヒーロー（HeRo）
登場作品：PSO2
いずれかの2クラスをLv75を達成することで転職可能になる後継クラス。
既存の打撃武器「ソード」、射撃武器「ツインマシンガン」、法撃武器「タリス」をクラス標準武器として使用するが、その挙動は既存職が使用する場合と異なる。またフォトンアーツの使用時はノンチャージ時とチャージ時とで挙動が変わる他、チャージを行なうと自動で他の武器に持ち替えるフォトンアーツも存在する。
2017年7月26日の「EPISODE5」実装に伴い追加されたクラス。
ファントム（PHantom）
登場作品：PSO2
いずれかの2クラスをLv75を達成することで転職可能になる後継クラス。
既存の打撃武器「カタナ」、射撃武器「アサルトライフル」、法撃武器「ロッド」をクラス標準武器として使用するが、その挙動は既存職が使用する場合と異なる。またフォトンアーツの使用時は直前の武器アクションの使用の有無で挙動が変わる。
2019年4月24日の「EPISODE6」実装に伴い追加されたクラス。

### 特殊職
プロトランザー（ProtRanser）
登場作品：PSU
アクロファイター（AcroFighter）
登場作品：PSU
『イルミナスの野望』で追加されたクラスで、打撃職寄り。
アクロテクター（AcroTecher）
登場作品：PSU
『イルミナスの野望』で追加されたクラスで、法撃職寄り。
チャレンジャー（CHallenger）
登場作品：PSO2
2015年3月11日の「チャレンジクエスト」実装に伴い追加された、チャレンジクエスト専用クラス。全てのプレイヤーが公平な条件でプレイするためのクラスであり、種族や性別を問わずステータス値が統一されており、専用ロビーに入場すると自動でクラス変更され、またクラスレベルや所持品、スキルなども一時的に初期化される（いずれも専用ロビーから退場すると復帰する）。
クエスト中のみ装備品や経験値を得てレベルアップし任意のスキルやフォトンアーツなどを習得できるが、クエストを終えて専用ロビーへ戻ると所持品やスキルなどは再び初期化される。
バトルウォリアー（battlewarrier)
登場作品：PSO2
2017年3月8日の「バトルアリーナ」実装に伴い追加された、バトルアリーナ専用クラス。全てのプレイヤーが公平な条件でプレイするためのクラスであり、種族や性別を問わずステータス値が統一されており、専用ロビーに入場すると自動でクラス変更され、またクラスレベルや所持品、スキルなども一時的に初期化される（いずれも専用ロビーから退場すると復帰する）。
バスター（buster）
登場作品：NOVA
超巨大エネミー「ギガンテス」との戦闘を想定したクラス。攻撃力は他の専門職に劣るが、打撃、射撃、法撃ともに均等な能力を備え、バスター専用の特殊武器「パイル」を含む、NOVAに登場する全ての武器を装備できるオールラウンダー。

## 武器の種類

### 打撃武器

#### 片手用（打撃）
片手に一本だけ持つタイプの打撃武器。同時に逆腕用の装備が持てる。
セイバー系
登場作品：PSO、PSU、ZERO、PSPo2
漢字表記は片手剣（PSU、ZERO、PSPo2）。

アギト系
登場作品：PSO
セイバー系に分類され、最初のヴァージョンではセイバー系と同モーションだった。Ver.2以降はモーションが専用のものに変更されたため、ユーザー間では別系統と見做されることがある。
PSOでは全てレア武器。

スライサー系（PSO、PSU、PSPo2）
登場作品：PSO、PSU、PSPo2
漢字表記は飛刃剣（PSU、PSPo2）。
片刃の片手剣の形状をした武器で、振り抜くことによりフォトン製の刃を飛ばし、ある程度離れた位置の敵にもダメージを与えられる。
PSO2には未登場だが、白ノ領域のエマージェンシートライアルにて登場する、白の民NPCの用いる武器が似たような挙動をしている。

ダガー系（PSU、PSPo2）
登場作品：PSU、PSPo2
漢字表記は小剣（PSU、PSPo2）。

クロー系
登場作品：PSU、ZERO、PSPo2
漢字表記は鋼爪（PSU、PSPo2）、爪刃（ZERO）。

ウィップ系（PSU）、フォトンウィップ系（PSPo2）
登場作品：PSU、PSPo2
漢字表記は光波鞭（PSU、PSPo2）。

シールド系（PSPo2）
登場作品：PSPo2
漢字表記は大盾（PSPo2）。
逆腕に装備する盾。

#### 左右一対（打撃）
両手に一本ずつ、合わせて二本持つタイプの打撃武器。
ダガー系（PSO、ZERO）、ツインダガー系（PSU、PSPo2、PSO2、PSO2es、NGS）
登場作品：PSO、PSU、ZERO、PSPo2、PSO2、PSO2es、NGS
漢字表記は双小剣（PSU、ZERO、PSPo2、PSO2、PSO2es、NGS）。

クロー系（PSO）、ツインクロー系（PSU、PSPo2）
登場作品：PSO、PSU、PSPo2
漢字表記は双鋼爪（PSU、PSPo2）。
PSOでは全てレア武器。

ナックル系
登場作品：PSO、PSU、PSPo2、PSO2、PSO2es、NOVA、NGS
漢字表記は鋼拳（PSU、PSPo2、PSO2、PSO2es、NOVA、NGS）。
握り拳を覆う、ナックルダスターやボクシンググローブのような形状の武器。

ムサシ系
登場作品：PSO
PSOでは全てレア武器。

ツインセイバー系
登場作品：PSU、PSPo2
漢字表記は双手剣（PSU、PSPo2）。

デュアルブレード系
登場作品：PSO2、PSO2es、NGS
漢字表記は飛翔剣（PSO2、PSO2es、NGS）。
設定資料集ではツインセイバーの一種とされている。

ワイヤードランス系
登場作品：PSO2、PSO2es、NGS
漢字表記は自在槍（PSO2、PSO2es、NGS）。
伸縮自在なワイヤーの先端に槍の穂先のような刃が付けられた武器。振り回して広範囲の敵を切り裂く他、エネミーに突き刺して投げ打つと言った攻撃も可能。

#### 両手用（打撃）
両手に一本だけ持つ（または使用時に両手を使う）タイプの打撃武器。
ソード系
登場作品：PSO、PSU、ZERO、PSPo2、PSO2、PSO2es、NOVA、NGS
漢字表記は長剣（PSU、PSPo2）、大剣（ZERO、PSO2、PSO2es、NOVA、NGS）。

パルチザン系
登場作品：PSO、PSO2、PSO2es、NOVA、NGS
漢字表記は長槍（PSO2、PSO2es、NOVA、NGS）。
薙ぎ払いに特化した槍。

ダブルセイバー系
登場作品：PSO、PSU、ZERO、PSPo2、PSO2、PSO2es、NOVA、NGS
漢字表記は両手剣（PSU、ZERO、PSPo2、PSO2、PSO2es、NOVA、NGS）。
長柄の両端で攻撃可能な武器。同一の片手剣（セイバー）2本を柄頭で合わせ1本の棒状にした対称形のものが多いが、刃を持たない棒状のものや、異なるデザインの片手剣を合わせた非対称形のものなどの例外も存在する。
PSOでは全てレア武器。

スピア系
登場作品：PSU、ZERO、PSPo2
漢字表記は長槍（PSU、ZERO、PSPo2）。
突きに特化した槍。

アックス系
登場作品：PSU、PSPo2
漢字表記は大斧（PSU、PSPo2）。

シールド系（ZERO）
登場作品：ZERO
漢字表記は大盾（ZERO）。
両手で装備する盾。

ガンスラッシュ系（PSO2、PSO2es）
登場作品：PSO2、PSO2es
漢字表記は銃剣（PSO2、PSO2es）。
全クラスで装備可能な片手剣で、銃の機能が組み込まれており、剣モードと銃モードの切り替えが可能。カテゴリ上は打撃武器となっているが、銃モード時には射撃武器と同様に扱われる。剣モードはセイバー系、銃モードはハンドガン系に相当する。

カタナ系
登場作品：PSO2、PSO2es、NGS
漢字表記は抜剣（PSO2、PSO2es、NGS）。
片手剣と鞘または盾を組み合わせた武器。素早い攻撃とカウンター攻撃が特徴。

パイル系
登場作品：NOVA
漢字表記は撃杭（NOVA）。
人間ほどもある巨大な砲身から杭（と公式サイトで説明されているが銛に近い）を射出する武器。バスター専用の武器で、対ギガンテス用に開発された。

### 射撃武器

#### 片手用（射撃）
片手に一本だけ持つタイプの射撃武器。PSU、PSPo2では全て逆腕装備となっており、同時に利腕用の装備が持てる。
ハンドガン系
登場作品：PSO、PSU、ZERO、PSPo2
漢字表記は短銃（PSU、ZERO、PSPo2）。

クロスボウ系
登場作品：PSU、PSPo2
漢字表記は弩弓（PSU、PSPo2）。

カード系
登場作品：PSU、PSPo2
漢字表記は投刃（PSU、PSPo2）。

マシンガン系（PSU、PSPo2）
登場作品：PSU、PSPo2
漢字表記は機関銃（PSU、PSPo2）。

シャドゥーグ系
登場作品：PSU、PSPo2
漢字表記は射導具（PSU、PSPo2）。
逆腕に装備する、空中に浮かぶペットのような姿の武器。自立攻撃可能。

#### 左右一対（射撃）
両手に一本ずつ、合わせて二本持つタイプの射撃武器。
マシンガン系（PSO、ZERO）、ツインマシンガン系（PSO2、PSO2es、NOVA、NGS）
登場作品：PSO、ZERO、PSO2、PSO2es、NOVA、NGS
漢字表記は機関銃（ZERO）、双機銃（PSO2、PSO2es、NOVA、NGS）。

ツインハンドガン系
登場作品：PSU、PSPo2
漢字表記は双短銃（PSU、PSPo2）。

#### 両手用（射撃）
両手に一本だけ持つ（または使用時に両手を使う）タイプの射撃武器。
ライフル系（PSO、PSU、ZERO、PSPo2）、アサルトライフル系（PSO2、PSO2es、NOVA、NGS）
登場作品：PSO、PSU、ZERO、PSPo2、PSO2、PSO2es、NOVA、NGS
漢字表記は長銃（PSU、ZERO、PSPo2、PSO2、PSO2es、NOVA、NGS）。

ランチャー系
登場作品：PSO、ZERO、PSO2、PSO2es、NGS
漢字表記は大砲（ZERO、PSO2、PSO2es、NGS）。

ショット系（PSO）、ショットガン系（PSU、PSPo2）
登場作品：PSO、PSU、PSPo2
漢字表記は散弾銃（PSU、PSPo2）。

ロングボウ系
登場作品：PSU、PSPo2
漢字表記は長弓（PSU、PSPo2）。

バレットボウ系
登場作品：PSO2、PSO2es、NGS
漢字表記は強弓（PSO2、PSO2es、NGS）。
設定資料集ではロングボウの一種とされている。

グレネード系
登場作品：PSU、PSPo2
漢字表記は榴弾銃（PSU、PSPo2）。

レーザーカノン系
登場作品：PSU、ZERO、PSPo2
漢字表記は光線砲（PSU、PSPo2）、光子砲（ZERO）。

ガンスラッシュ系（ZERO）
登場作品：ZERO
漢字表記は銃剣（ZERO）。
片手剣に銃の機能が組み込まれており、通常攻撃は打撃攻撃だが、所定の操作を行なうことで射撃攻撃が可能。カテゴリ上は射撃武器に分類されるため、他の打撃武器とは挙動が異なる部分がある。

ガンスラッシュ系（NGS）
登場作品：NGS
漢字表記は銃剣（NGS）。
スレイヤーが装備可能な、銃の機能が組み込まれている片手剣。通常攻撃が射撃、武器アクションが防御を兼ねた斬撃になっている。

### 法撃武器
テクニックの威力等を高める能力を持つ武器。打撃や射撃による通常攻撃も可能。

#### 片手用（法撃）
片手に一本だけ持つタイプの法撃武器。
ケイン系
登場作品：PSO

ウォンド系（PSO、PSU、ZERO、PSPo2）
登場作品：PSO、PSU、ZERO、PSPo2
漢字表記は片手杖（PSU、PSPo2）、短杖（ZERO）。

マージ系
登場作品：PSO
逆腕に装備する盾。

マドゥーグ系
登場作品：PSU、PSPo2
漢字表記は魔導具（PSU、PSPo2）。
逆腕に装備する、空中に浮かぶペットのような姿の武器。

スライサー系（ZERO）
登場作品：ZERO
漢字表記は飛刃（ZERO）。
ブーメランや巨大手裏剣と言った見た目の武器で、投擲すると遠距離まで飛んだ後に手元へ戻ってくる。

#### 左右一対（法撃）
両手に一本ずつ、合わせて二本持つタイプの法撃武器。
ジェットブーツ系
登場作品：PSO2、PSO2es、NGS
漢字表記は魔装脚（PSO2、PSO2es、NGS）。
両手ではなく両足に装備する法撃武器。靴やスケート靴、スキー板等を思わせる形状をしている。戦闘時には宙に浮きキックによる打撃攻撃が行えるほか、一定の条件下で補助テクニックが発動したり、二段ジャンプが可能になったりする。

#### 両手用（法撃）
両手に一本だけ持つ（または使用時に両手を使う）タイプの法撃武器。
ロッド系
登場作品：PSO、PSU、ZERO、PSPo2、PSO2、PSO2es、NOVA、NGS
漢字表記は長杖（PSU、ZERO、PSPo2、PSO2、PSO2es、NOVA、NGS）。
テクニックの威力を高める武器。直接の打撃攻撃も可能で、威力もそこそこ高め。

タリス系
登場作品：PSO、PSO2、PSO2es、NOVA、NGS
漢字表記は導具（PSO2、PSO2es、NOVA、NGS）。
カードと、逆腕に装備するカードホルダーをセットにした武器。
カードを飛ばして射撃攻撃が可能な他、テクニック使用時にはカードがテクニックの起点となる。その特性から、飛ばしたカードを起点としてテクニックを使うことができる。
PSO2においては2017年7月26日に実装された新クラス「ヒーロー」が使用する場合のみ、挙動が一部異なり、テクニック使用時の起点にはならず、代わりに飛ばしたカードの位置への高速移動が可能となる。

ウォンド系（PSO2、PSO2es、NOVA、NGS）
登場作品：PSO2、PSO2es、NOVA、NGS
漢字表記は短杖（PSO2、PSO2es、NOVA、NGS）。
基本的にはテクニックの威力を高める武器だが、ロッド系と比較するとテクニックの威力はやや劣り、打撃武器としてはやや勝る、いわば「殴り魔法職」向けの武器。

ヘイロウ系
登場作品：NOVA
漢字表記は光輪具（NOVA）。
3本の棒が筒状（厳密には円錐状）に並んだ武器。使用時は利腕を軸に、3本の棒が腕の周囲を囲む形となる。
対ギガンテス用に開発された装備で、本来は武器ではなく、ギガンテスとの戦闘を有利にするための足場となる「リングフィールド」を作る道具。その特性を応用し、グランを収束してレーザービームのように照射することも可能である。

タクト系
登場作品：PSO2、NGS
漢字表記は奏具（PSO2、NGS）。
タクトの名称通り、音楽の演奏用の指揮棒に似た武器。使用時も音楽の指揮のように片手で振って用いる。
サモナー専用の武器で、テクニックではなくプレイヤーに登録した「ペット」とそのペット専用のPAをセットし、ペットを指揮する。一応は直接の打撃攻撃も可能だが、その威力は非常に低い。

### その他
素手
登場作品：ZERO、PSO2、PSO2es、NGS
武器を全く装備していない状態。素手に対応する技能（フォトンアーツ）は用意されておらず、通常攻撃のみ可能（ただし法撃職であれば素手テクニックは可能）。
カテゴリ上は打撃・射撃・法撃のどれにも属さないが、一部の挙動は打撃武器のナックル系に準じる。
ZEROにおいては、パンチとキックの組み合わせになっている。
NGSでは基本的に素手による攻撃が行えない。

## 技能
テクニック、マジック、特技、フォトンアーツなど、様々な技能が登場する。

### テクニック
多くのシリーズ作品において、何らかの方法で疑似的に「魔法のような効果を生み出す技術」であると定義されている。

#### 接辞
各テクニックは属性や系統を表わす基本単語に、各種の接辞が付与されることで、より高い威力や効果範囲のテクニックであることが示される（例：闇属性の基本テクニック「メギド」に対し、接頭語の「ギ」を付与された「ギ・メギド」、接尾語の「バース」を付与された「メギバース」など）。
付与される接辞と効果は作品によって異なり、また接辞を付与されないテクニックも存在する。以下にシリーズに登場した接辞を挙げる。
接頭語「ギ」
登場作品：PS2、PS4、PSO、PSU、PSO2、NGS
PS2、PS4、PSOにおいては、基本単語より高い中級の効果を持つ。
PSUにおいては、基本単語が直線攻撃であるのに対し、前方への範囲攻撃であることを示す（例外的に、レスタはHP回復効果なのに対し、ギ・レスタは蘇生＋HP自動回復効果）。
PSO2においては、基本単語が初級の直線攻撃であるのに対し、中級の範囲攻撃であることを示す。
接頭語「ナ」
登場作品：PS2、PSO2
PS2においては、基本単語および接頭語「ギ」より高い上級の効果を持つ。
PSO2においては、基本単語が初級の直線攻撃であるのに対し、上級の攻撃であることを示す。
接頭語「サ」
登場作品：PS2、PSO2
PS2においては、基本単語が単体効果なのに対し、全体効果であることを示す。派生で上述の「ギ」「ナ」と合わせた「ギサ」「ナサ」の接頭語もある。
PSO2においては、基本単語が初級の直線攻撃であるのに対し、中級の範囲攻撃であることを示す。
接頭語「ラ」
登場作品：PS4、PSO、PSU、PSZ、PSO2
PS4、PSOにおいては、基本単語および接頭語「ギ」より高い上級の効果を持つ。
PSZにおいては、基本単語が単体攻撃なのに対し、範囲攻撃であることを示す。基本単語で示される単体攻撃をチャージすることで範囲型へ変化する。
PSO2においては、基本単語が初級の直線攻撃であるのに対し、中級の範囲攻撃であることを示す。
接頭語「ダム」
登場作品：PSU
PSUにおいては、ボタンホールドで一定時間の状態異常攻撃効果を持つ。
接頭語「レ」
登場作品：PSU
PSUにおいては、ボタンホールドで一定時間の状態異常攻撃効果を持つ。ただし、この接頭語が使われているのが光属性の「レグランツ」だけであり、他の光属性がギ・レスタを除き全て「レ」から始まる単語なので、接頭語であると厳密には確認できない。
接頭語「ノス」
登場作品：PSU
PSUにおいては、敵を自動追尾する効果を持つ。
接尾語「ァール」
登場作品：PSU
PSUにおいては、味方の能力を一時的に上昇させる効果を持つ。
接尾語「ディール」
登場作品：PSU、PSO2
PSUにおいては、敵の能力を一時的に下降させる効果を持つ。
PSO2においては、基本単語が初級の直線攻撃であるのに対し、敵に不利なフィールドを作る初級の範囲補助であることを示す。
接尾語「バース」
登場作品：PSU、PSPo2、PSPo2i、PSO2
PSU、PSPo2、PSPo2iにおいては、ボタンホールドで敵にダメージを与えつつ使用者のHPを回復させる効果を持つ。ただし、PSPo2iの炎属性「フォバース」のみ、HP回復効果がない。
PSO2においては、基本単語が初級の直線攻撃であるのに対し、味方に有利なフィールドを作る初級の範囲補助であることを示す。
接頭語「アル」
登場作品：PSZ
PSZにおいては、基本単語が単体補助なのに対し、範囲補助であることを示す。基本単語で示される単体補助をチャージすることで範囲型へ変化する。
接頭語「イル」
登場作品：PSO2
PSO2においては、基本単語が初級の直線攻撃であるのに対し、上級の攻撃であることを示す。
接尾語「ィオン」
登場作品：PSO2
PSO2においては、複数の属性を持つ複合テクニックの接尾として使われている。

#### 攻撃系テクニック

##### 通常攻撃系
フォイエ系
登場作品：PS2、PS3、PS4、PSO、PSU、PSPo2、PSO2、NGS
炎属性。イメージカラーは赤。空気中の酸素濃度を急速に上昇させて自然発火させる。
酸素吸入に用いる医療用のテクニックから応用派生した技術とされる。
PSU以降は、燃焼による継続ダメージを与える状態異常効果が付与されている。
バータ系
登場作品：PS3、PS4、PSO、PSU、PSPo2、PSO2、NGS
氷属性。イメージカラーは青。大気中の分子運動速度を低下させて断熱膨張を起こし冷気を発生させる。
PS3のみ水流を発生させるテクニックとなっている。
PSO以降は、対象を凍結させ動きを一時的に止める状態異常効果が付与されている。
ゾンデ系
登場作品：PSO、PSU、PSPo2、PSO2、NGS
雷属性。イメージカラーは黄。大気中の電子を集束して強力な電撃を発生させる。
本来は気象実験用に開発されたテクニックとされる。
PSO以降は、一部敵を除く対象を感電させ攻撃を一定時間封じる状態異常効果が付与されている。
ザン系
登場作品：PS2、PS3、PS4、PSO2
風属性。イメージカラーは緑。大気の分子を急激に移動させ真空状態を発生させてカマイタチ現象を起こし敵を切断する。
本来は工業用として開発されたテクニックである。
PSO2では、命中した敵の攻撃判定を一定確率で消滅させる状態異常効果が付与されている。
グランツ系
登場作品：PS2、PS3、PS4、PSO、PSU、PSPo2、PSO2
光属性。イメージカラーは白（視認しやすいよう、薄く色付いている場合もある）。強力な光線で敵を貫くが、原理は解明されていない。
PS2でのみの設定では、軍事用に開発されたテクニックとされており、主人公のがその実験体になっている。
PS3では、アンドロイドのミューのみ習得できるが使用は不可能であり、ストーリー上重要な意味を持つ。
PSOではフォースのみが扱える高威力テクニックとして登場し、PSU以降は全キャラが使用可能になり派生種が増えた。
PSUでは対象を眠らせて動きを封じる効果が、PSO2では対象を混乱状態にする（プレイヤーは一時的な操作異常を、エネミーは同士討ちを引き起こす）状態異常効果が付与されている。
メギド系
登場作品：PS2、PS3、PS4、PSO、PSU、PSPo2、PSO2
闇属性。イメージカラーは紫。大爆発を起こして敵を攻撃するが、原理は解明されていない。（PS2～4の中では怒りの感情を破壊エネルギーに変換させるテクニックとなっている）
PS2とPS4では主人公のみが習得できる最強の攻撃テクニックとして登場する。なお、PS2のメギドは使用すると味方全員のHPが半減するというリスクも併せ持つ。
PS3では、主人公のみ習得できるが使用は不可能であり、ストーリー上重要な意味を持つ。
PSOとPSUでは紫黒の遅い弾を放ち、一定確率でプレイヤーと耐性を持たない小型敵を即死させる作用を持つ脅威的なテクニックであったが、PSPo2では派生形含め大半が状態異常への抵抗力を下げる効果、PSO2での全系列では毒効果に変わった。
グラブト系
登場作品：PS2、PS3、PS4
重力属性。瞬間的に高重力場を発生させて敵を潰す。
本来は工業用として開発されたテクニックである。
ディーガ系
登場作品：PSU、PSPo2
土属性。イメージカラーはオレンジ。土塊や小規模の地割れを発生させる。
PSUでは対象を混乱させ、敵モンスターであれば同士討ちを引き起こす状態異常効果が付与されている。
ガージ系
登場作品：PS2
メカ系の敵にダメージを与える。一体に効果のあるガージ系、全体に効果のあるサガージ系がある。
ジャンク屋であるカインズが得意とする。本来は工業用として開発されたテクニックである。

##### 特殊攻撃系
ジェネラ系
登場作品：PS2
生物の代謝速度を加速度的に増大させ、生物系の敵の細胞を老化・死滅させる。一体に効果のあるジェネラ、全体に効果のあるサジェネラがある。
生物学者であるヒューイが得意とする。本来は医療用として開発されたテクニックである。
PS4以降はジェルンに置き換えられ効果も変更された。ジェルンは敵全体の攻撃力を下げる
ボルト系
登場作品：PS2、PS4
生物の神経細胞を全て麻痺させ、生物系の敵を即死させる。単体用のボルトと全体用のサボルトがある。
PS2では生物学者のヒューイが、PS4では科学者のハーンが使用可能。本来は麻酔に使う医療用テクニックとして開発されたテクニックである。
プロセダン
登場作品：PS2、PS4
メカ系の敵を即死させる。攻撃範囲はPS2が敵単体、PS4が敵全体となっている。なお、PS2ではメカのコンピュータを直接破壊するためのテクニックだったためメカ系のみにしか効果がなかったが、PS4においては物体の分子結合を破壊し分解消滅させるテクニックになったために、低確率で生物系にも通用する。
PS2ではジャンク屋であるカインズが、PS4では主人公のルディとジャンクに囲まれて暮らす種族・モタビアンのパイクが使用できる。

#### 回復系テクニック

##### HP回復系
レスタ系
登場作品：PS2、PS4、PSO、PSU、PSPo2、PSO2、NGS
HPを回復する。作品によって接辞の有無と回復効果に異なる部分があり、例えば基本単語「レスタ」はPS2やPS4では味方1名、PSO以降は味方全員に効果がある、と言った具合である。またPS4ではアンドロイドに対する回復効果がなく、PSU版「ギレスタ」は回復＋蘇生＋自動回復と言う非常に強力な範囲回復の効果を持つ。PSPo2では習得レベルによって回復範囲が異なる。
PSPo2やPSO2では光属性。
NGSではフィールドで取得するアイテム「レスタサイン」になったが機能性は前作までと同じで、フォースとテクターに限りスキル「レスタフィールド」で自分だけでなく周囲の味方全員も回復できる。
サークラ系
登場作品：PS2
使用キャラクターの命と引き換えに、味方のHPを全快させる。対象が味方1名のサークラと、対象が味方全員のナサークラがある。
レスト系
登場作品：PS3
系統名は「レスト系」だが、テクニック名は「○○フォース」となっている。味方1名のHP回復のサンフォース、味方全員のHP回復のスターフォース、蘇生のムーンフォース、解毒のシーフォースの4種。
なおPS2以降に実装されている複数名回復アイテムの名称が、状態異常回復のソルアトマイザー、味方全員のHP回復のスターアトマイザー、蘇生のムーンアトマイザーとなっており、太陽・星・月の名を持つ回復効果と言う意味では共通している。

##### 状態異常回復系
アンティ
登場作品：PS2、PS4、PSO、PSO2
状態異常を回復する。
PS2、PS4では解毒効果のみ。PSO、PSO2では戦闘不能以外の全ての状態異常を回復する（ただしPSOは、エピソードII以降はレベルにより回復できる状態異常の範囲が異なる）。
PSO2では光属性。
リバーサー
登場作品：PS2、PS4、PSO、NGS
味方の戦闘不能を回復する。
PSO2ではテクニックではなく、テクターのスキル「リバーサーフィールド」として実装され、発生したフィールド範囲内の味方全員を蘇生する。
NGSではフィールドで取得するアイテム「リバーサーサイン」になったが機能性は前作と同じ。
リムパス
登場作品：PS4
麻痺状態を回復する。
アロウズ
登場作品：PS4
気絶状態を回復する。
リジェネス
登場作品：PS4
全ての状態異常とHPを完全に回復する。
レジェネ
登場作品：PSPo2
状態異常を回復する。習得レベルによって回復範囲が異なる。
PSPo2では光属性。

#### 補助系テクニック

##### ステータス上昇系
シフタ
登場作品：PS2、PS4、PSO、PSPo2、PSO2
対象の攻撃力を増加させる。PSPo2やPSO2では炎属性。NGSではテクターのスキル「シフタ・デバンド」になったが機能性は前作までと同様。
デバンド
登場作品：PS2、PS4、PSO、PSPo2、PSO2
対象の防御力を増加させる。PSPo2やPSO2では氷属性。NGSではテクターのスキル「シフタ・デバンド」になったが機能性は前作までと同様。
シュネラ
登場作品：PS2、PS4
対象の素早さを増加させる。
アグタール
登場作品：PSU、PSPo1
自身と周囲プレイヤーの攻撃力を増加させる。
デフバール
登場作品：PSU、PSPo1
自身と周囲プレイヤーの防御力を増加させる。
ゾディアール
登場作品：PSU、PSPo1
自身と周囲プレイヤーの命中率、回避率を増加させる。
レティアール
登場作品：PSU、PSPo1
自身と周囲プレイヤーの法撃力、精神力を増加させる。
メギスタール
登場作品：PSU、PSPo1
自身のみ対象。使用すると一定時間ごとにダメージを受けるが、全能力を増加させる。

##### ステータス下降系
ジェルン
登場作品：PS2、PS4、PSO、PSPo2、PSO2
対象の攻撃力を低下させる。PSPo2では炎属性。
PSO2ではテクニックではなく、レンジャースキルの一つ「ジェルンショット」として実装されている。
ザルア
登場作品：PSO、PSPo2
対象の防御力を低下させる。PSPo2では氷属性。
PSO2では名称は使われておらず、的中後数秒間受けたダメージを倍化させるレンジャースキル「ウィークバレット」が代替の効果となっている。
ドランク
登場作品：PS2、PS4
対象の素早さを低下させる（PS2では命中率を低下させる）。
アグディール
登場作品：PSU、PSPo1
周囲モンスターの攻撃力を低下させる。
デフディール
登場作品：PSU、PSPo1
周囲モンスターの防御力を低下させる。
ゾルディール
登場作品：PSU、PSPo1
周囲モンスターの命中率、回避率を低下させる。

##### その他
ムシカ
登場作品：PS2
ストーリー進行上、ある場所で必ず使用するテクニック。レベルとは無関係に、ある人物にメセタを払って教えて貰う。習得する際にゲームのBGMを鑑賞できる。
ディーザス
登場作品：PSU、PSPo1
自身と周囲プレイヤーが受ける物理ダメージを一定回数減少させる。
レンティス
登場作品：PSU、PSPo1
自身と周囲プレイヤーが受ける法撃ダメージを一定回数減少させる。

### 移動系テクニック
リューカー
登場作品：PS2、PS4、PSO、NGS
フィールド上での移動テクニック。PS2では最後に訪れた町に、PS4では任意の今まで訪れた町に移動する。
PSOではパイオニア2に一時帰還するゲートを出現させる（アイテムのテレパイプと同じ効果）。
PSO2ではクエスト終了時にクリアした場所付近に自動でテレポーターが出現するのでリューカーそのものは実装されていない。
NGSでは「リューカーデバイス」がフィールドの各地に点在してワープネットワークを構成しており、一度は徒歩で到着したことがあるリューカーデバイスのみ使用可能。
ヒーナス
登場作品：PS2、PS4
ダンジョンから脱出するテクニック。

### マジック
多くのシリーズ作品において、先天的な才能を持つ者にしか使えない超常能力と定義されている。
登場作品:1、4

#### 攻撃系マジック
フレエリ
登場作品:1、4
炎で敵を攻撃。#フォイエ系の原型。
PS2版のリメイク作品では、ギフレエリ、ラフレエリといった強化版が追加された。
ヒューン
登場作品:1、4
竜巻で敵を攻撃。#ザン系の原型。
PS2版のリメイク作品では、ギヒューン、ラヒューンといった強化版が追加された。
タンドレ
登場作品:1、4
雷で敵を攻撃。#ゾンデ系の原型？
PS2版のリメイク作品では、ギタンドレ、ラタンドレといった強化版が追加された。
ビンドワ
登場作品:PS1、PS4、PSO2
モンスターを１匹金縛りにする。
PSO2ではプレイヤーは使用不能だが、エピソード5の舞台となる中世風の異世界オメガにおいて、伝説の邪竜の動きを抑えるためにNPCが唱えた呪文として登場。呪文を唱えたNPC「剣の巫女」アリサも、PS1の主人公を基にした人物である。
エフェス
登場作品:4
光で敵全体を攻撃する。

#### 回復系マジック
ヒール
登場作品:1
身体の傷を治し、HPを回復させる。
ドヒール
登場作品:1
ヒールの上位版。
リーバス
登場作品:1
死んだ仲間を生き返らせる。
メディス
登場作品:4
HPを完全に回復する。レスタの効かないアンドロイドにも効果がある。

#### 補助系マジック
ワーラ
登場作品:1、4
目の前に見えない壁を作り、物理攻撃から味方を守る。
ムワーラ
登場作品:1
目の前に見えない壁を作り、マジック攻撃から味方を守る。
ラクスタ
登場作品:1
戦闘から逃げ出す。
パウマ
登場作品:1
一時的に、味方一人の攻撃力を上げる。
テルル
登場作品:1、4
モンスターの攻撃力を下げる。
スルト
登場作品：PS1、PSO2
体が軽くなり、ダンジョンの中から出る。
PSO2ではプレイヤーは使用不能だが、エピソード5の舞台となる中世風の異世界オメガにおいて、崩落する建物から脱出する際にNPCが唱えた呪文として登場。呪文を唱えたNPC「剣の巫女」アリサも、PS1の主人公を基にした人物である。
トルーパ
登場作品:1
最後に訪れた教会まで戻る。
ペヤラク
登場作品:1
異星人や、一部のモンスターと会話する。
テレパス
登場作品:1
一部のモンスターと会話する。
ラプット
登場作品:1
宝箱や落とし穴の罠を見抜いてはずす。
ムオーデ
登場作品:1
魔法で封印されたドアを開ける。

### 特技
登場作品:4

#### 剣技
- アースバインド
- ソードクロス
- エアスラッシュ
- レイブレード
- エクスプロード

#### 武技（スライサー）
- ヴォルテックス
- ムーンシェイド
- デスサイズ

#### 武技（アクス）
- クラッシュ
- ウォークライ
- スィーピング

#### 秘術
- エーテルビジョン
- アストラルフレア
- エリミネート

#### マジック（特技）
#マジック参照。

#### 体術
- イリュージョン
- ダブルアタック
- ディスラプト
- エリミネート

#### 内蔵特殊武器
- リカバー
- ステイシスビーム
- スパーク
- バリアフィールド
- メディカルパワー
- フォノンメーザー
- フレアショット
- ハイパージャマー
- バーストロック
- ポジトロンボルト

#### 法術
- ブレッシング
- ホーリィワード
- アタラクシア
- ミラクル
- セントファイア

### フォトンアーツ（PSU・PSZ・PSO2）
PSU/PSPoシリーズ以降には各武器ごとに対応した特殊技能が複数存在しており、テクニックはその一部に分類される。

これらの行使には武器ごと（PSPo2以降はキャラごと）のフォトンポイント（PP）を消費する。

#### 長剣（PSU）
グラビティブレイク
スピニングブレイク
トルネードブレイク
グランドクラッシャー

#### 鋼拳（PSU）
ボッガ・ダンガ
イック・ヒック
ボッガ・ズッバ
ボッガ・ロバッド
ボッガ・ランパ

#### 長槍（PSU）
ドゥース・ダッガズ
ドゥース・マジャーラ
ドゥース・ロバッド
ドゥース・スカッド

#### 両剣（PSU）
スパイラルダンス
アブソリュートダンス
トルネードダンス
グラビティダンス
サイクロンダンス

#### 大斧（PSU）
アンガ・レッダ
アンガ・ドゥガレガ
アンガ・ジャブロッガ
アンガ・グルッダ

#### 双手剣（PSU）
スプレンダークラッシュ
アサルトクラッシュ
クロスハリケーン
ライジングクラッシュ
ブレードデストラクション

#### 双小剣（PSU）
モウブセイレンザン（猛舞凄連斬）
レンガチュウジンショウ（連牙宙刃翔）
レンカイブヨウザン（連廻舞踊斬）
ヒショウジンレンザン（飛翔刃連斬）
ソウジンランブショウ（双刃乱舞翔）

#### 双鋼爪（PSU）
ブクウレンセンガ（舞空連閃牙）
レンザンセイダンガ（連斬星弾牙）
チュウエイジトツシン（宙泳地突震）
レンザンセンショウガ（連斬潜昇牙）
ソウガチョウセッカ（双牙超石火）

#### 片手剣（PSU）
グラビティストライク
スピニングストライク
ライジングストライク
インフィニットストーム

#### 小剣（PSU）
ブテンシュンレンザン（舞転瞬連斬）
ヒカイシュウハザン（飛懐蹴破斬）
シュンブショウレンザン（瞬舞昇連斬）
シソクテンカイザン（此側転回斬）

#### 鋼爪（PSU）
ショウセントツザンガ（昇閃突斬牙）
センテンカンザンガ（閃転貫斬牙）
ブクウサイエンザン（舞空砕円斬）
シュウソウレツザンガ（襲双裂斬牙）

#### 光波鞭（PSU）
ヴィヴィ・ダンガ
ヴィッシ・グルッダ
ヴィヴィ・デッザ

#### 飛刃剣（PSU）
チョウトウカンツウジン（跳投貫通刃）
チッキキョレンジン（蓄輝巨連刃）
レツザンソウヒジン（烈斬葬飛刃）
レックウチョウヒジン（烈空超飛刃）

### 特殊な技能

#### コンビネーションアタック
登場作品:4
- ファイアストーム
- ブリザード
- トリニティブラスター
- リーサルイメージ
- サイレントウェーブ
- サーキットブレーカー
- ピュアリファイライト
- シューティングスター
- グランドクロス
- コンダクトサンダー
- ブラックホール
- パラダインブロウ
- ホロコースト
- デストラクション